# Espectroscopia funcional em infravermelho próximo

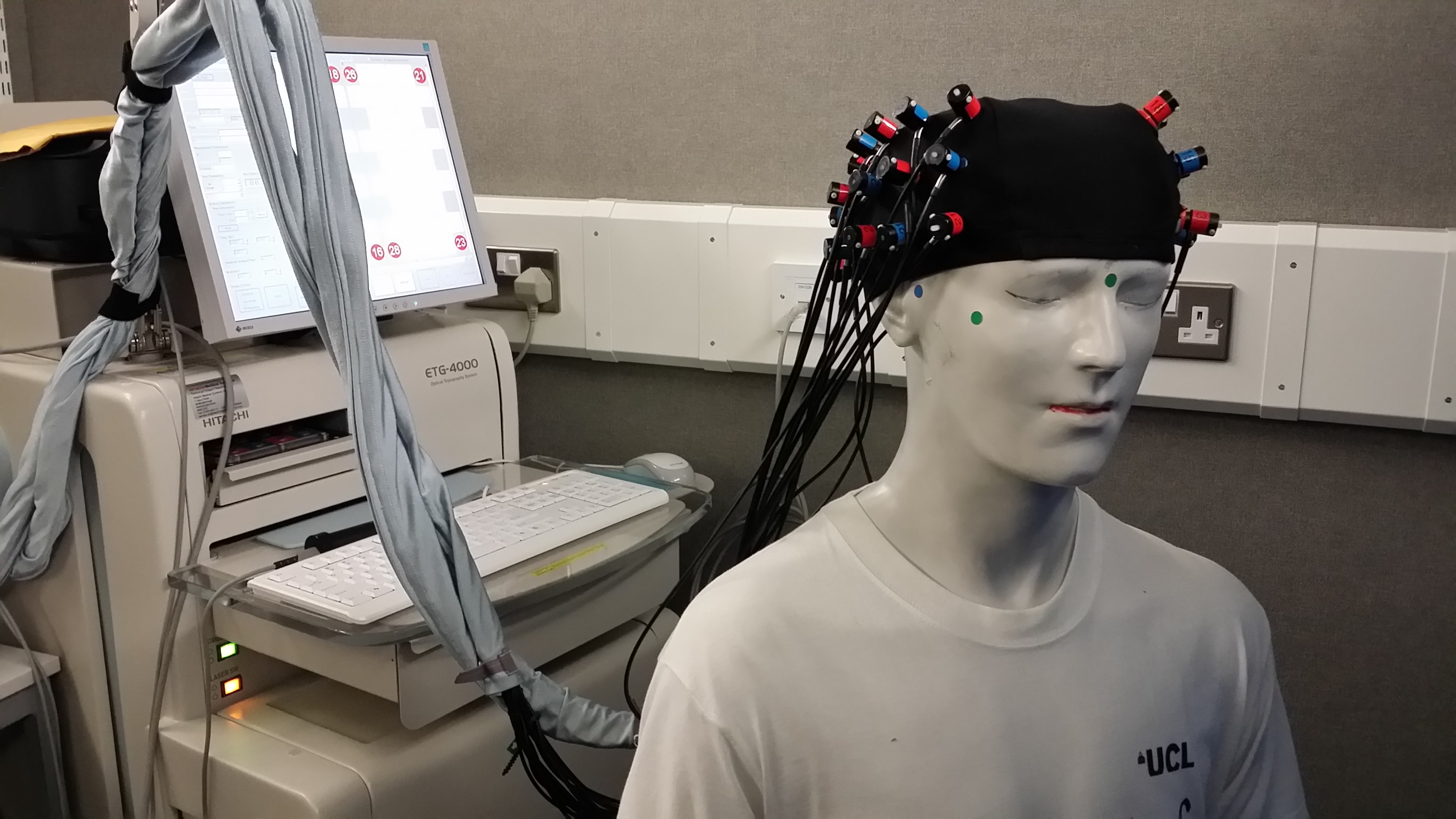
Equipamento de fNIRS

A espectroscopia funcional em infravermelho próximo (fNIRS) é um método de monitoramento espectroscópico não invasivo que utiliza espectroscopia de infravermelho próximo para fins de neuroimageamento funcional. Usando fNIRS, a atividade cortical é medida usando a região do infravermelho próximo do espectro eletromagnético para estimar a atividade hemodinâmica que ocorre em resposta à atividade cerebral. Junto com o EEG, o fNIRS é uma das técnicas de neuroimagem não invasivas mais comuns que podem ser empregadas de maneira portátil. O sinal é frequentemente comparado com o sinal BOLD medido por fMRI e é capaz de medir alterações na concentração tanto de oxihemoglobina como na desoxihemoglobina, porém só é capaz de realizar medições a partir de regiões próximas à superfície cortical. O fNIRS é por vezes é referido simplesmente como NIRS, também pode ser referido como Topografia Óptica (OT).